# Ai Takabe
Ai Takabe (高部 あい Takabe Ai?,  Hachiōji, Tokio, 16 de agosto de 1988) es una actriz y seiyū japonesa. Previamente estuvo afiliada a Oscar Promotion.

## Vida personal
Takabe se graduó de la Escuela Secundaria Horikoshi en 2007. El 15 de octubre de 2015, Takabe fue arrestada por presunta posesión de cocaína y drogas psicotrópicas, lo que resultó en una pérdida masiva de apoyo de la industria del entretenimiento y negocios; su agencia terminó su contrato y la emisión de varios de sus dramas fueron cancelados. El 30 de marzo de 2016, se anunció que los cargos contra Takabe habían sido retirados. La Oficina del Fiscal del Distrito de Tokio tomó la decisión de retirar los cargos contra Takabe y emitió una declaración que indicaba que no se debió a la falta de pruebas o de condolencia por las acciones de la artista, sino debido a "una consideración integral de la cantidad muy pequeña de narcóticos en su poder, así como las sanciones sociales que ya recibió".
Contrajo matrimonio con un abogado en 2017.

## Filmografía

### Películas
- Yoru no Picnic (2006) – Ryōko Uchibori
- Waruboro (2007) – Sayuki
- Gu-Gu Datte Neko de Aru (2008) – Kyoko
- Looking for Anne (2009)[7]
- Liar Game: The Final Stage (2010)
- Joshikōsei Zombie (2010) – Airin
- Sue, Mai & Sawa: Righting the Girl Ship (2012) – Chigusa Maeda

### Televisión
- True Love (2006) – Kana Suzuki
- Gachi Baka (2006) – Yūko Kageyama
- Teru Teru Ashita (2006) – Yoshiko Yamada
- Shimokita Sundays (2006) – Futaba Tadokoro
- Kosodate no Tensai (2007) – Miyū Kamiya
- Guren Onna (2008) – Fumiyo Nabekura
- Cat Street (2008) – Nako Sonoda
- Fukuoka Renai Hakusho Part 4 (2009) – Maya Ebihara
- Reset (2009) – Sachiko Akigusa
- Mirai wa Bokura no Te no Naka ni (2009) – Mika Higuchi
- Arienai! (2010) – Miwa Yamamoto
- The Legend of Yang Guifei (2010) – Yuriko Watanabe
- Freeter, Ie wo Kau (2010) – Michiru Toyonaka
- Ihin no Koe o Kiku Otoko 3  (2012) – Karin Sawaguchi
- Shirato Osamu no Jikenbo (2012) – Yumi Yanagisawa
- Yo Nimo Kimyō na Monogatari: Dressing Room (2012) – Maiko Kawai
- Renai Kentei (2012) – Kako Sekine
- Michinoku Mengui Kisha Miyazawa Kenichirō 2 (2013) – Umi Aoyama
- Tada's Do-It-All House (2013) – Saya Takeuchi
- Neo Ultra Q (2013) – Secretary
- Keishichō Minamidaira Han (2013) – Kyōko Shinjō
- Kakushōa (2013) – Sayaka Hiyama
- Depāto Shikake Hito! (2013) – Rina Hayama
- Sai Sōsa Keiji Yūsuke Kataoka (2014) – Minako Kurayoshi
- Black President (2014) – Misaki Tōyama
- Dekachō (2014) – Sakiko Inagaki
- Zeimu Chōsakan (2014) – Yū Tagami
- Yōjū Mameshiba Bōkyō Hen (2014)
- Hōigaku Kyōshitsu no Jiken File no Tōjō Jinbutsu (2014) – Chihiro Shimanuki
- Nishimura Kyōtarō Travel Mystery no Tōjō Jinbutsu (2015) – Miyuki Tsubaki
- Kyōto Ninjō Sōsa File (2015) – Kayo Hoshino[8][9]
- Mito Kōmon Special (2015) – Okoi
- Konkatsu Keiji (2015) – Saori Shinohara

### Anime
- Aoi Hana (2009) – Fumi Manjoume
- Hōrō Musuko (2011) – Maiko
- Sacred Seven (2011)
- Kill Me Baby (2012) – Agiri Goshiki
- Kill Me Baby OVA (2013) – Agiri Goshiki